# نیک کلگ
نیکلاس ویلیام پیتر کلِگ (به انگلیسی: Nicholas William Peter Clegg) یا به‌طور کوتاه نیک کلِگ (به انگلیسی: Nick Clegg) (زاده ۷ ژانویه ۱۹۶۷) سیاستمدار بریتانیایی و رهبر سابق حزب لیبرال دموکرات، سومین حزب مهم در پارلمان بریتانیا، است.

## زندگی سیاسی
ورود جدی نیک کلگ به دنیای سیاست در سال ۱۹۹۹ با انتخاب وی به عنوان نمایندهٔ ناحیهٔ میدلندز شرقی انگلستان در پارلمان اروپا آغاز شد.
در سال ۲۰۰۵ به عنوان یکی از نمایندگان شهر شفیلد به پارلمان بریتانیا راه یافت.
یک سال بعد به عنوان سخنگوی حزب لیبرال دموکرات در پارلمان برگزیده شد و در سال ۲۰۰۷ به ریاست حزب لیبرال دموکرات انتخاب گشت.

## تحصیلات
نیک کلگ فارغ‌التحصیل رشته مردم‌شناسی و باستان‌شناسی از دانشگاه کمبریج است و دوره کارشناسی ارشد خود را نیز در دانشگاه مینه‌سوتا و کالج اروپا گذرانده است.

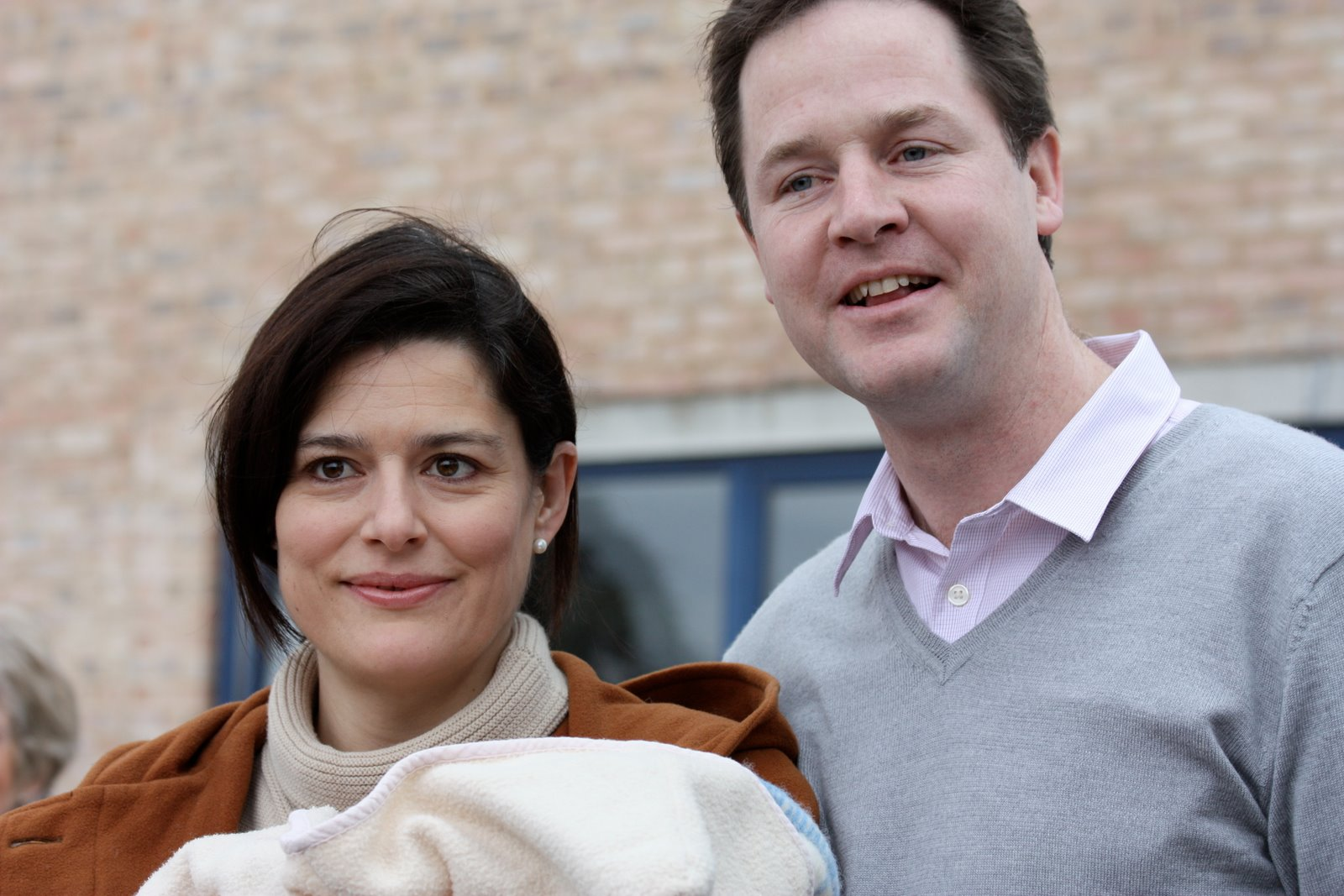
نیک کلگ و همسرش